# 橋口俊宏
橋口 俊宏（はしぐち としひろ、1988年7月25日 - ）は、近畿地方を拠点に活動しているモデル、役者、作曲家、編曲家、トランペット奏者。

## 来歴
兵庫県明石市出身。明石市立魚住中学校、兵庫県立明石北高等学校、くらしき作陽大学音楽学部音楽学科卒業。
2011年から2012年までユニバーサル・スタジオ・ジャパンに勤務した後、2012年からバニラモデルマネージメントに所属。2016年から『おはよう朝日です』のリポーターを務めている。

## 出演

### ファッションショー
- ザ・リッツ・カールトン大阪 ブライダルショー
- 京都ホテルオークラ ブライダルショー
- 宝塚ホテル ブライダルショー
- インターコンチネンタルホテル大阪 ブライダルショー
- ホテル阪急インターナショナル ブライダルショー
- 新阪急ホテル ブライダルショー
- ヒルトン大阪 ブライダルショー
- リーガロイヤルホテル大阪 ブライダルショー
- ANAクラウンプラザホテル神戸 ブライダルショー
- MATSUO展示会
- SANNOMIYA COLLECTION 2013 A/W
- SANNOMIYA COLLECTION 2014 S/S
- 四条KAWARAMACHI FESTA・ファッションショー
- グランフロント大阪 「浴衣でモエ・エ・シャンドン」ショー
- GRAND FRONT OSAKA COLLECTION 2014 CHRISTMAS
- KANSAI COLLECTION 2015S/S 2016A/W
- GRAND FRONT OSAKA COLLECTION 2015 SPRING
- CREATOUS MAGAZINE COLLECTION VOL.5
- ゼクシィフェスタ関西 "PREMIUM STAGE SHOW"
- HANKYU FASHION WEEKS SPECIAL DAY シューズショー
- fashion RACCOLTA
- ウメチャ祭・オータムファッションパレード
- GRAND FRONT OSAKA COLLECTION 2015 CHRISTMAS
- Hyatt Wedding Fest 2016
- RIHGA ROYAL HOTEL GRAND BRIDAL FAIR
- GRAND FRONT OSAKA COLLECTION 2016 SPRING
- The 33 Sense of Wedding
- Alpha Blanca 2017 S/S 商品説明会
- ランウェニスタコレクション2016　関東・関西・九州
- UMEKIRA★STYLE Presents GRAND FRONT OSAKA COLLECTION 2016 SPECIAL PARTY
- 御堂筋ランウェイ2016
- はなよめマーケット2016 in コンベックス岡山
- The Crowne Wedding Collection
- 岡山クリスタルテラス -ナチュレ-ブライダルショー
- umie FASHION SHOW 2017
- GLION EXPO 2017 YUMI KATSURA COLLECTION

### テレビ番組
- たかじんNOマネー〜人生は金時なり〜（テレビ大阪） - 再現VTR出演
- ビーバップ!ハイヒール（朝日放送） - 再現VTR出演
- ヨメ代行はじめました。 第2話（2013年、関西テレビ）
- 2時コレ!しっとぉ!?（サンテレビ） - レギュラーリポーター
- おはよう朝日です（朝日放送） - レギュラーリポーター

### CM
- 株式会社グロップ
- スパワールド世界の大温泉 岩盤浴
- 日本盛
- ヒガシマル醤油 うどんスープ
- LECT
- 香港 「三菱電機」惠家仁微劇場「我回來了」 第三回，全新感動直送！CM
- 京都きもの学院 ウェブCM
- カサーレ

### 舞台
- BLACK★TIGHTS「桜×心中」 - 蜉蝣 役
- BLACK★TIGHTS「桜×心中-再炎-」 - 蜉蝣 役
- STAR☆JACKS act#008「おぼろ」 - アンサンブル
- 「ライブスポット・アロー殺人事件」 - 語り手 役
- W.Strudel公演「薫風」 - 今川義元 役
- BLACK★TIGHTS「Ragnarok」 - ヨサク 役
- かのうとおっさん vol.22「いいなずけ陰陽師」 - 九州陰陽師かける 役
- 大阪松竹座特別公演「七変化 ねずみ小僧捕物帳」 - 金太 役
- BLACK★TIGHTS EDGE/Men Soul vol.1「ファウストの檻」 - セフェル 役
- 市川富美雄30年記念公演「破天荒奉行」
- 劇団ZTON「天狼ノ星」【天の章・地の章】 - ユク 役
- 舞台「刀剣乱舞」十口伝 あまねく刻の遥かへ - 親鸞 役[3]

### 雑誌
- 駿台観光&外語ビジネス専門学校 パンフレット
- ミズノスポーツ
- アシックス オニツカタイガー
- グンゼ ホットマジック
- ワコール CWX
- 住商モンブラン カタログ
- プロルート丸光
- デサント スポーツウェア店頭POP
- 関西ウォーカー
- 関西ファミリーウォーカー
- じゃらん
- アイトス カタログ
- electrox BEACH visualmodels
- RIHGA ROYAL HOTEL OSAKA BRIDAL
- ワタベウェディング・京都和婚
- 岡山セント・パトリック教会

### ライブ
- 2005年12月 カリフォルニアディズニーランド パレード出演（明石北高校グリーンバンド）
- 2007年12月 カリフォルニアディズニーランド パレード出演（明石北高校グリーンバンド）
- 2008年元旦 アメリカパサディナ「ローズパレード2008」出場（明石北高校グリーンバンド） アジア代表
- 2009年12月 カリフォルニアディズニーランド パレード出演（関西オナーズグリーンバンド）
- 2010年元旦 アメリカパサディナ「ローズパレード2010」出場（関西オナーズグリーンバンド） アジア代表
- 2012年3月 フロリダディズニーワールド キングダムパレード（グリーンバンド）
- 2015年10月 橋口俊宏 FIRST LIVE
- 2016年3月 MORE THE MAN「Reborn」@渋谷REX
- 2016年5月 MORE THE 「JUANTXO SKALARI JAPAN TOUR」MANRADICAL MUSIC NETWORK SP春 @Shinjuku MARZ
- 2016年5月 MORE THE MAN「GRAND Cafe LAST WALTS!」@大阪 The Grand Cafe
- 大阪薫英女学院中学校・高等学校PTA交流会
- リーガロイヤルホテル大阪 ブライダルショー トランペット演奏
- 岡山クリスタルテラス -ナチュレ- ブライダルショー トランペット演奏

### その他
- KOBE collection ufufu girls 展示モデル
- ViViナイト  ufufu girls展示モデル
- 鈴木雅之ライブ • 協賛イベント
- 梅田大丸開店３０周年イベント
- 第15回日本褥瘡学会学術集会 展示モデル
- 2015大丸松坂屋バレンタインイベント・イケメンショコラ隊
- 2016大丸松坂屋バレンタインイベント・続イケメンショコラ隊
- 2017大丸松坂屋バレンタインイベント・イケメンショコラ隊
- 日本女子博覧会・ufufu girls 展示モデル
- Lure Beauty Collection 2015